# 沃諾奈斯一世
沃諾奈斯一世（ΟΝΩΝΗΣ）是安息帝國之王，西元8年至12年在位；亞美尼亞國王，12年至18年在位。

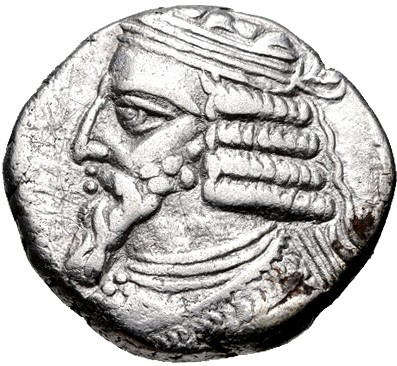

沃諾奈斯是弗拉特斯四世的長子。沃諾奈斯幼時被送到羅馬，父親死後異母弟弗拉特斯五世繼位。弗拉特斯五世與其母穆薩於西元4年被推翻，繼位的奧羅德斯三世兩年後也去世，羅馬將沃諾奈斯送回帕提亞立為國王。